# لینگا (فیلم)
لینگا (به تامیلی: Lingaa) فیلمی است محصول سال ۲۰۱۴ و به کارگردانی کی. اس. راویکومار است. در این فیلم بازیگرانی همچون راجینیکانت، سوناکشی سینها، آنوشکا شتی، جاگوپاتی بابو ایفای نقش کرده‌اند.